# Emma Sassobarca
Emma Sassobarca, prénommée civilement Joséphine Laurence, née le 1er août 1914 à Monaco et morte le 30 avril 1998 à Dammarie-les-Lys, est une athlète française, spécialiste des courses de fond et du cross-country.

## Biographie
Joséphine Laurence Sassobarca est la fille de André Sassobarca, entrepreneur en couverture et plomberie, et de Dominique Verrando.
En 1935, elle devient championne de Paris du 800m.
Deux ans plus tard, elle remporte le titre national sur cette même distance lors des Championnats de France d'athlétisme 1937.
La même année, elle est élue dans la capitale Reine des Reines des sports. Dessinatrice, elle épouse Roger Crassant, maître d'hôtel (1913-1973) et fervent boxeur.